# Phyllocycla breviphylla
Phyllocycla breviphylla – gatunek ważki z rodziny gadziogłówkowatych (Gomphidae). Występuje na terenie Ameryki Południowej i Ameryki Środkowej.